# Ľubomír Kunert
Ľubomír Kunert (* 16. prosince 1954) je bývalý slovenský fotbalista.
Jeho otec Emil Kunert je bývalým fotbalistou a trenérem.

## Fotbalová kariéra
V československé lize hrál za ZŤS Petržalka. Nastoupil v 7 ligových utkáních. Ve druhé nejvyšší soutěži hrál za TŽ Třinec, ZŤS Petržalka a ZŤS Martin.

## Ligová bilance
| Ročník                                      | Zápasy | Góly | Klub          |
| ------------------------------------------- | ------ | ---- | ------------- |
| česká národní fotbalová liga 1981/82        | 14     | 8    | TŽ Třinec     |
| 1. československá fotbalová liga 1981/82    | 7      | 0    | ZŤS Petržalka |
| 1. slovenská národní fotbalová liga 1982/83 | 3      | 0    | ZŤS Petržalka |
| 1. slovenská národní fotbalová liga 1983/84 | 12     | 2    | ZŤS Martin    |
| 1. slovenská národní fotbalová liga 1984/85 | 24     | 6    | ZŤS Martin    |
| 1. slovenská národní fotbalová liga 1985/86 | 10     | 3    | ZŤS Martin    |
| 1. slovenská národní fotbalová liga 1986/87 | 2      | 0    | ZŤS Martin    |
| CELKEM                                      | 7      | 0    |               |